# Force Protection Condition

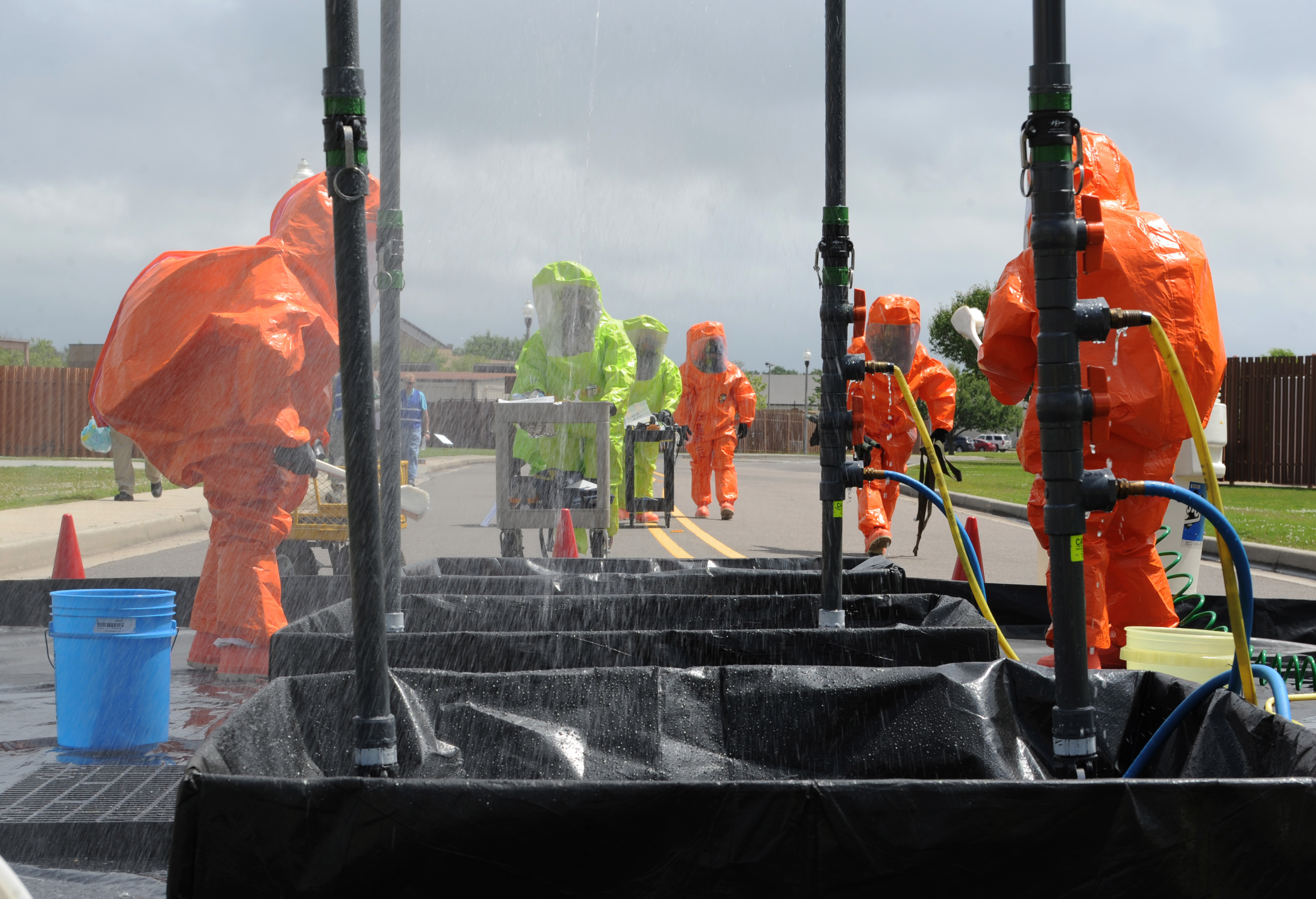
Force-Protection-Condition-Übung bei einem Massenanfall von Verletzten nach einem Terrorangriff auf eine Einrichtung

Force Protection Condition (deutsch Zustand zum Schutz der Einsatzkräfte), auch mit FPCON abgekürzt, bezeichnet die terroristischen Bedrohungslage der Streitkräfte der Vereinigten Staaten von Amerika und wird vom US-Verteidigungsministerium nach vorgegebenen Richtlinien zum Selbstschutz der Militärstützpunkte in fünf Sicherheitsstufen festgelegt. FPCON ersetzte 2001 das zuvor geltende Threat Condition (THREATCON) aufgrund von Verwechslungen mit den Bedrohungsanalysen des US-Außenministeriums und des Homeland Security Advisory System des US-Innenministeriums.
Im Fall einer terroristischen Bedrohung stehen fünf verschiedene Stufen zur Verfügung:

## Die fünf FPCON-Stufen
- FPCON NORMAL – Kein bekannter Feind oder eine Bedrohung und routinemäßiger Sicherheitseinstufung. Gilt, wenn eine allgemeine globale Bedrohung durch den Terrorismus existiert mit der Garantie von routinemäßigen Sicherheitsmaßnahmen.
- FPCON ALPHA – Mögliche Bedrohung durch terroristische Aktivitäten. Gilt, wenn es eine erhöhte allgemeine Bedrohungslage durch mögliche terroristische Aktivitäten gegen das Personal oder eine Einrichtung gibt, deren Art und Umfang unvorhersehbar ist.
- FPCON BRAVO – Erhöhte und vorhersehbare Bedrohung durch den Terrorismus.
- FPCON CHARLIE – Unmittelbar bevorstehende Bedrohung durch den Terrorismus. Gilt, wenn ein Vorfall auftritt oder wenn nachrichtendienstliche Hinweise vorliegen, mit hoher Wahrscheinlichkeit von terroristischen Angriffen oder dass, das Personal oder eine Einrichtungen das Ziel sind.
- FPCON DELTA – Nachweisliche terroristische Bedrohung bzw. terroristische Angriffe. Gilt in der unmittelbaren Umgebung, in der ein Terroranschlag aufgetreten ist, oder wenn nachrichtendienstliche Informationen eingegangen sind, dass terroristische Maßnahmen gegen einen bestimmten Ort oder eine Person unmittelbar bevorstehen.